# فنتشنزو سوميسي
فنتشنزو سوميسي (بالإيطالية: Vincenzo Sommese)‏ (22 يونيو 1976 في إيطاليا - ) هو لاعب كرة قدم إيطالي في مركز الوسط. لعب مع نادي أسكولي ونادي أنكونا ونادي بياتشينزا ونادي تورينو ونادي فيتشينزا ونادي مانتوفا ونادي مودينا وASD FC SS Nola 1925 ‏.